# Paris-Roubaix 1927
La 28e édition de la course cycliste Paris-Roubaix a eu lieu le 17 avril 1927 et a été remportée par le Belge Georges Ronsse, vainqueur au sprint devant Joseph Curtel, qui a contesté ce classement.

## Parcours
Le départ de cette édition se fait au Vésinet. La course passe par Pontoise, Méru, Beauvais, Breteuil, Amiens, Doullens, Arras, Hénin-Liétard, Seclin. L'arrivée est jugée avenue des Villas, à Roubaix.

## Règlement de course
Le règlement de Paris-Roubaix est modifié en 1927. Les « isolés » ne peuvent plus participer, seuls les coureurs engagés par des constructeurs de cycles peuvent s'inscrire.

## Déroulement
Ce Paris-Roubaix est disputé en l'absence de Henri Pélissier, d'Ottavio Bottecchia, de Heiri Suter. 128 coureurs prennent le départ de la course. Les premières heures sont peu animées, de sorte qu'une centaine de coureurs passent groupés à Amiens. Charles Pélissier et Georges Ronsse s'échappent dans la côte de Doullens. Ils sont repris 26 kilomètres plus loin, à Beaumetz-les-Loges, par le peloton emmené notamment par Gaston Rebry.
Ronsse s'échappe à nouveau avant Arras. Il ne parvient pas à distancer suffisamment ses poursuivants et se laisse rejoindre par une vingtaine de coureurs, dont Charles Pélissier, Julien Vervaecke, Gaston Rebry. Un groupe de 16 coureurs aborde l'avenue des Villas. Deux d'entre eux se détachent : Joseph Curtel et Georges Ronsse. Le sprint est serré. Pour les spectateurs, le gagnant est Curtel et la fanfare entame La Marseillaise. C'est cependant Ronsse qui est désigné vainqueur,.
Passé professionnel l'année précédente, Georges Ronsse est la révélation de cette course. Il sera ensuite deux fois champion du monde sur route en 1928 et 1929.

## Classement final
|    | Cycliste          | Équipe         | Temps              |
| -- | ----------------- | -------------- | ------------------ |
| 1  | Georges Ronsse    | Automoto       | en 8 h 32 min 20 s |
| 2  | Joseph Curtel     | Peugeot        | m.t.               |
| 3  | Charles Pélissier | Dilecta-Wolber | m.t.               |
| 4  | Julien Delbecque  | Alcyon-Dunlop  | m.t.               |
| 5  | Adelin Benoît     | Alcyon-Dunlop  | m.t.               |
| 6  | Romain Bellenger  | Meteore        | m.t.               |
| 7  | René Hamel        | Thomann        | m.t.               |
| 8  | André Verbist     | JB Louvet      | m.t.               |
| 9  | Leopold Matton    | Armor          | m.t.               |
| 10 | Alexandre Maes    | Peugeot        | m.t.               |